# Kill My Doubt
Kill My Doubt è il settimo EP del girl group sudcoreano Itzy, pubblicato nel 2023.

## Tracce
1. Bet on Me – 3:19
2. Cake – 3:18
3. None of My Business – 3:22
4. Bratty (나쁜애) – 2:42
5. Psychic Lover – 2:44
6. Kill Shot – 2:16

## Classifiche
| Classifica (2023) | Posizione raggiunta |
| ----------------- | ------------------- |
| Stati Uniti       | 23                  |